# Pluvial

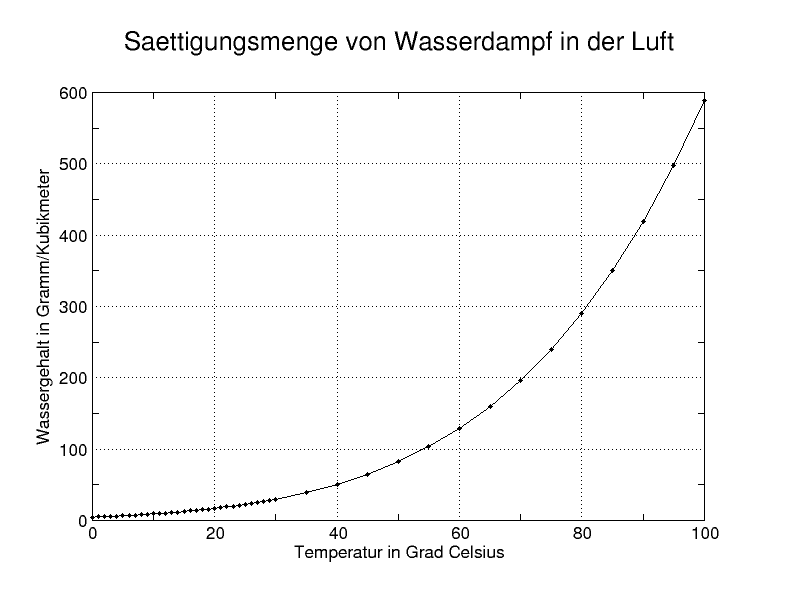
Physikalische Grundlage von Regen.

Ein Pluvial (aus lat. pluvialis = regenbringend, vgl. franz. il pleut = es regnet, pluvieux = regnerisch) ist in der Klimatologie und in den Geowissenschaften eine erdgeschichtliche Periode mit höheren Regenmengen als im langzeitlichen Durchschnitt, in den nördlichen Breiten vor allem in den Warmzeiten zwischen einzelnen Kaltzeiten. In südlichen Breiten kommen sie unter bestimmten Bedingungen auch während der Kaltzeiten selbst vor, eine Tatsache, die in der Wissenschaft als Pluvialproblem diskutiert wird. Pluviale sind als Regenzeiten vor allem während des Quartärs nachgewiesen, insbesondere jedoch im Holozän. Im allgemeinen Sinne wird in der Meteorologie unter einem Pluvial darüber hinaus ein allerdings regional unterschiedlich ausgeprägtes regelmäßiges Muster vermehrt auftretender Regenfälle verstanden, wie man es heute in den Tropen und Subtropen mit den Regenzeiten sieht.

## Gegenwärtiges Klima

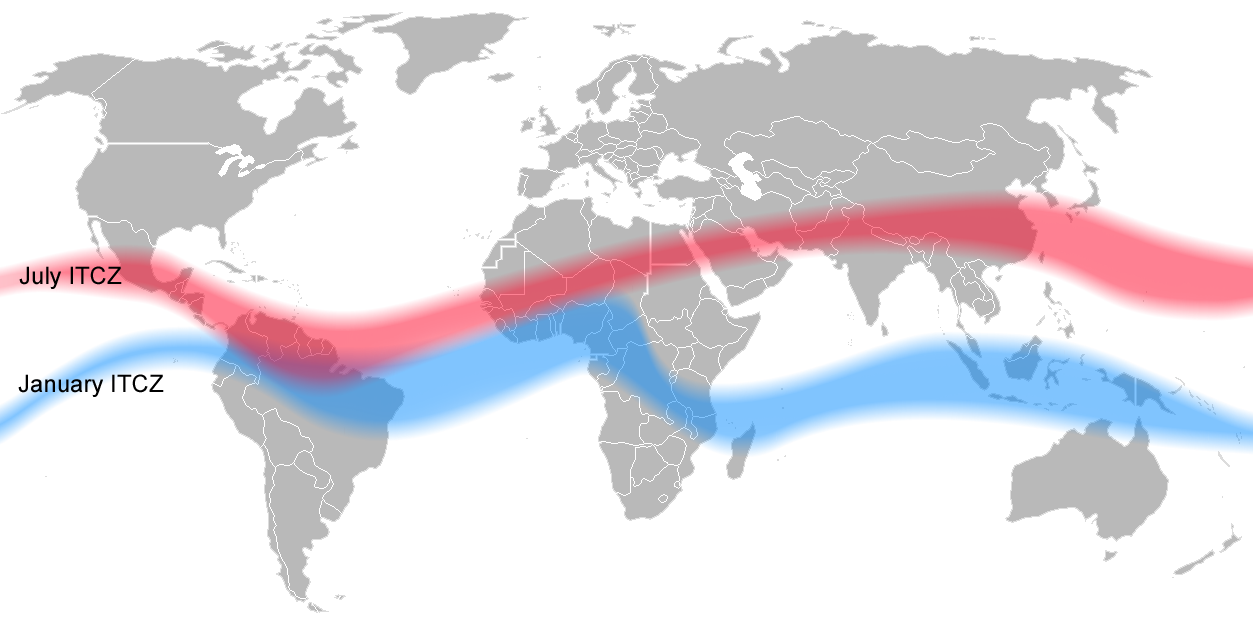
Die regenbringende innertropische Konvergenzzone im Januar und Juli.

Zonen, in denen die Wasserbilanz positiv ist, die Menge der jährlichen Niederschläge also die Verdunstungsmenge übersteigt, gibt es von den Tropen bis in Höhe etwa des 40. Breitengrades beider Hemisphären. Auch in den von hohem atmosphärischem Druck bestimmten Subtropen übersteigt zumindest über den Ozeanen die Niederschlagsrate die Verdunstungsrate. Dabei zeigen im Küstenbereich höherer Breiten die Niederschläge vor allem im Winter ihr Maximum, während im kontinentalen Bereich, die vom Monsun beherrscht werden, die Maxima gewöhnlich im Sommer auftreten. Viele Gebiete in Äquatornähe haben zwei Regenzeiten entsprechend  der nordwärts bzw. südwärts gerichteten Bewegung der äquatorialen Tiefdruckrinne mit dem jahreszeitlich wechselnden Sonnenstand. Diese Rinne trennt die Passatwinde der beiden Hemisphären und bildet die starke Innertropische Konvergenzzone (ITCZ) aus, die von schnell aufsteigenden Luftströmungen und starken Niederschlägen gekennzeichnet ist. Zur Ursache der hochariden Situation der Libyschen Wüste s. dort und Nordafrika.

## Paläoklimatologie

### Geologische Nachweismöglichkeiten

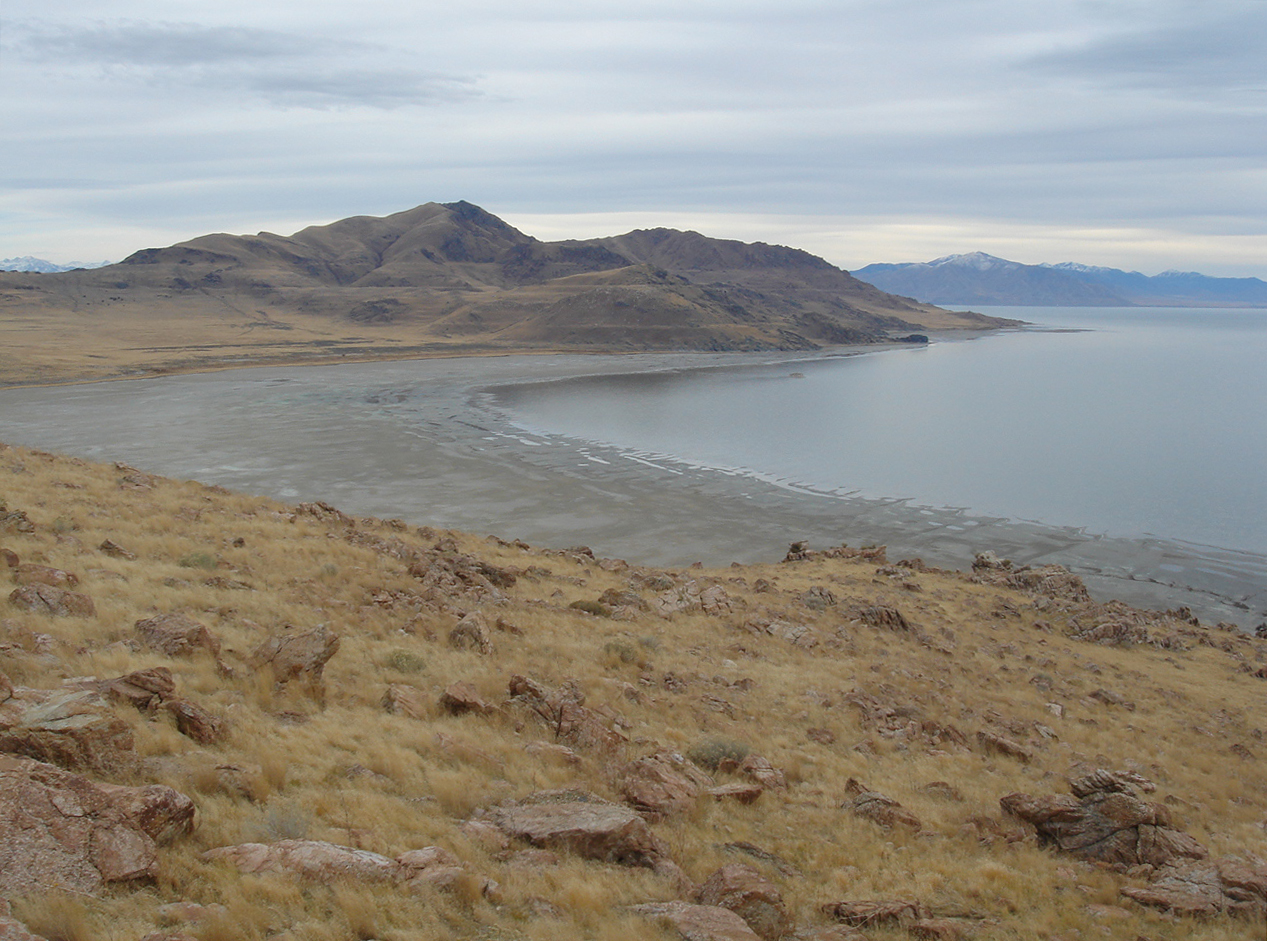
Die Seen-Terrassen des Lake Bonneville in Utah.

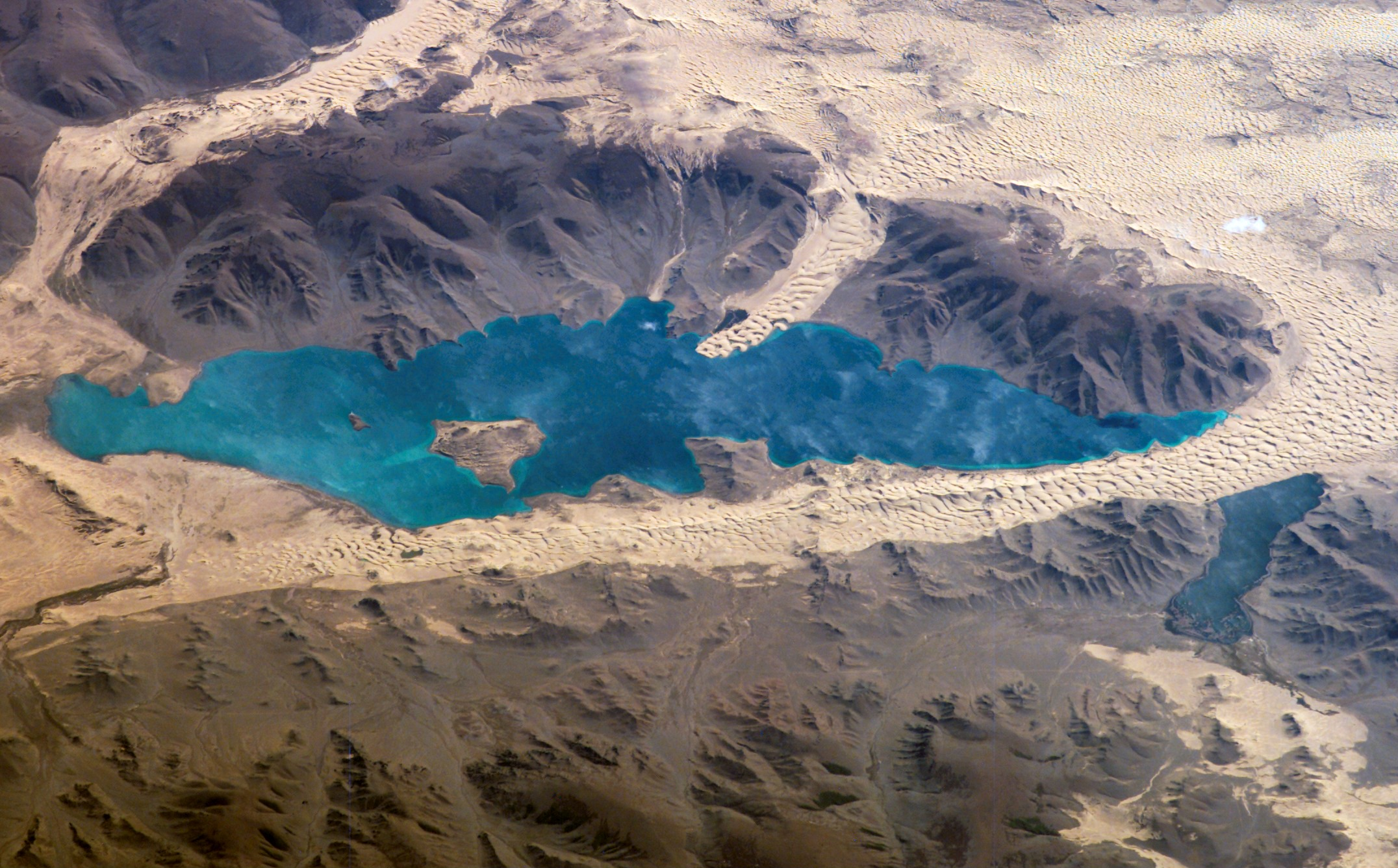
Har Nuur, der „Schwarze See“, im westmongolischen Tal der Seen mit besonders ausgeprägter Terrassenbildung. Er ist Teil eines Systems von Paläo-Seen innerhalb geschlossener Becken quer durch Zentralasien, die Reste größerer Seen sind, die vor ca. 5000 Jahren zu schrumpfen begannen, als das Klima trockener wurde.

Pluviale finden sich in der Paläoklimatologie gewöhnlich in Verbindung mit ungewöhnlich starken Niederschlägen, wie sie vor allem in den Tropen und Subtropen geologisch nachgewiesen werden können. Die besten derartigen Nachweise stellen dabei die sehr gut erhaltenen Uferterrassen in Gegenden dar, die heute Wüsten sind, etwa die Mudpans genannten alten Seebecken und Schotts in der Sahara oder im Lake Bonneville westlichen Utah. Auch der Qarun-See im Fayyum-Becken und der Tschad-See sind sehr gute Beispiele für solche fossilen Uferlinien. Allerdings waren die Kaltzeiten auf der Erde im Ganzen weniger feucht als die Warmzeiten. Die Terrassen an Meerufern, zum Beispiel am Mittelmeer, sind allerdings nicht durch diesen Pluvialmechanismus entstanden, sondern repräsentieren die verschiedenen Stadien von Kalt- und Warmzeiten, die die Meeresspiegel zum Beispiel seit 15.000 B. P. (Jahre vor heute) bis heute durch die abschmelzenden Inlandgletscher um fast hundert Meter steigen ließen.

### Mechanismus
Die meisten Wissenschaftler sehen bisher eine Verbindung zwischen Pluvialen in den Subtropen und den Kaltzeiten in höheren Breiten, obwohl während solcher Kälteperioden Niederschläge und Verdunstung global abnehmen und das Wasser vermehrt in Gletschereis gebunden ist. Da die Eisschilde in solchen Perioden vorrücken, verschieben sich auch die Bahnen der Stürme in mittleren Breiten in Richtung Äquator und verursachen so in den Subtropen starke Niederschläge, vor allem im Winter. Anfangs stellte man daher alle feuchten Periode zum Beispiel Nordafrikas mit der Sahara zeitlich mit den Glazialen gleich, und für einige Pluviale stimmt das auch bis heute, da hier bei diesen sog. Nord-Pluvialen die Verschiebung des regenbringenden Westwindgürtels bestimmend war und ist.

### Das Pluvialproblem
Neuerdings hat sich aber auch noch ein anderer Zusammenhang zwischen Eiszeitperioden und Interpluvialen, also Trockenperioden, in den Tropen ergeben. Vor allem tropische Tiefländer waren offenbar während der letzten Vereisung trocken und feucht während der postglazialen Perioden, so dass das Problem differenzierter gesehen werden muss. So hörten etwa während der Spät-Würm im Einzugsbereich des Nil die tropischen Regen völlig auf, und die Sahara-Dünen reichten 1000 km weiter nach Süden als heute, offenbar weil der äquatoriale Regengürtel damals  massiv verkleinert war. Doch gab es auch den umgekehrten Effekt während der Interglaziale, als der regenbringende Südwest-Monsun weit nach Norden vorstieß und sog. Süd-Pluviale ausprägte, wie wir sie gegenwärtig im Sommer haben.

Grundsätzlich gilt dabei, dass die Verdunstung während Kaltzeiten aufgrund der geringeren Temperaturen auch in den Subtropen und Tropen (bis zu 8 °C niedriger) geringer ist (ca. 20 %), da die physikalische Aufnahmekapazität für Wasser in der Atmosphäre mit der Temperatur sinkt. Damit bleibt mehr Wasser am Boden, Seen und Flüsse sind größer (etwa der Tschad-See) und führen mehr Wasser, wie das etwa für den Nil und seine auch archäologisch bedeutsamen Uferterrassen nachweisbar ist. Andererseits sind aus diesem Grunde aber auch die Niederschläge geringer, so dass ein eher labiles hydrologisches Gleichgewicht entsteht, das die physikalische Grundlage des sog. Pluvialproblems bildet. Komplizierend zu diesem multifaktoriellen Geschehen, wie es für klimatische Prozesse ohnehin typisch ist, wirkt überdies noch die Tatsache, dass die Verdunstung andererseits bei wesentlich größeren Wasserflächen vor allem im Binnenland wiederum erhöht ist, was außerdem zu einer Abkühlung führt.
Ein besonders spektakulärer Fall stellt dabei der mittlerweile erwiesene Einbruch des Mittelmeers in das Becken Schwarzen Meeres mit dem dortigen, viel kleineren Euxeinos-See um ca. 6700 v. Chr. dar, der gelegentlich mit der mythischen Sintflut in  Zusammenhang gebracht wird. Die klimatischen Folgen waren ebenso dramatisch wie das Ereignis selbst. Um 6200 v. Chr. setzte damals in der Schwarzmeerregion eine kleine Eiszeit ein, die wiederum 5800 v. Chr. durch eine Periode schlagartiger Erwärmung beendet wurde, als sich das klimatische Gleichgewicht auf einem neuen Niveau stabilisierte. Folge war damals die Ausbreitung des Ackerbaus im dortigen Neolithikum.
Aufgrund dieser recht komplexen Sachlage, bei der noch zusätzliche Faktoren wie Meeresströmungen, Salinität, solare Effekte, Wirkung von Aerosolen etc. eine weitere, bis jetzt noch nicht genauer quantifizierbare Rolle spielen, unterscheidet man daher jetzt zwischen räumlich  relativ begrenzten glazialen und großen interglazialen Pluvialen, wobei die Perioden großer Aridität vor allem in die Kaltzeiten fallen. Das stimmt für die Sahara gut überein, dasselbe gilt für Südasien, wo das verstärkte zentralasiatische Hoch  steuernd wirkt, das den dortigen Monsun beeinflusst. Allerdings fehlt zum Beispiel der schmale Pluvial-Gürtel des Mittelmeerraumes in Westpakistan und Indien völlig, Folge einer völlig anderen topographischen Situation.
Besonders häufig und ausgedehnt waren pluviale Seen in Nordamerika, meist in Becken ohne Abfluss. Vor allem in den großen Becken von Utah, Kalifornien, Nevada und Oregon findet man sie, dazu in anderen Regionen des  nordamerikanischen Südwestens und in Mexiko. Der größte war der Lake Bonneville, der Vorläufer des großen Salzsees von Utah. Bei seiner größten Ausdehnung vor 15.000 Jahren bedeckte er 51.000 Quadratkilometer und war bis zu 370 m tief. Ein weiterer pluvialer See dieser Größe war Lake Lahontan (heute Pyramid Lake). Es gab hier zwei pluviale Maxima: 12.000 ± 500 B.P. (der Beginn der Allerød-Warmphase) und 9000 ± 500 B.P.(das frühe Boreal). Aber auch in Ungarn am Balaton-See und in Ostafrika am Victoria-See finden sich für beide Perioden analoge Seen-Terrassen. Vergleichbare Terrassenbildungen finden sich aber auch bei zentralasiatischen Seen.